# Lontra longicaudis
Lontra longicaudis (лонтра довгохвоста) — вид хижих ссавців з родини Мустелові (Mustelidae), один з 4-х видів роду Лонтра (Lontra).

## Назва
лат. longus — «довгий», cauda — «хвіст».

## Поширення
Країни поширення: Аргентина, Беліз, Болівія, Бразилія, Колумбія, Коста-Рика, Еквадор, Сальвадор, Французька Гвіана, Гватемала, Гаяна, Гондурас, Мексика, Нікарагуа, Панама, Парагвай, Перу, Суринам, Уругвай, Венесуела. Живе в різних місцях проживання, у тому числі листяних і вічнозелених лісах при теплому і прохолодному лісовому кліматі та в прибережних болотистих саванах. Переважно живе на висотах від 300 до 1500 м над рівнем моря, але була виявлена до висоти 3000 м. Любить чисті й швидкі ріки та струмки. Також вид може бути знайдений на іригаційних канавах, рисових полях і плантації цукрового очерету. 

## Морфологія
Хутро густе й коротке. На верхній частині тіла шерсть блискуча сірувато-коричнева, а знизу трохи світліше, особливо в області горла. Кінчик морди, верхня губа та нижня щелепа від сріблясто-білого до жовтуватого кольору. Голова невелика і плоска, морда широка. Шия товща ніж голова, очі маленькі, вуха короткі і округлі. Хвіст довгий і широкий, товстий біля основи і звужується. Ноги короткі і товсті, пальці на ногах повністю перетинчасті. Є статевий диморфізм у розмірах: самці на 20-25% більші, ніж самиці. Маса тіла дорослих від 5 до 15 кг і, як правило, менше ніж 12 кг. Зубна формула: I 3/3, C 1/1, P 4/3, M 1/2 = 36. 2n=38 хромосом.

## Поведінка
Раціон складається головним чином з риби, ракоподібних та молюсків. Дрібні ссавці, птахи, рептилії, комахи також можуть бути спожиті при нагоді. Найнебезпечнішими хижаками для L. longicaudis є анаконда і ягуар, але кайман, собака і хижі птахи може також полювати на L. longicaudis. Розмноження відбувається навесні. Вагітність триває 56 днів. У виводку від одного до п'яти малят, але, як правило, два чи три.
Малюки народжуються сліпими, але повністю запушеними. Очі відкриваються після 44 днів і молоді починає виходити за межі лігва приблизно через 52 дні. Їх водна діяльність починається приблизно за 74 дні після пологів. Перш ніж вони стають досить дорослими, щоб слідувати за матір'ю, молоді лонтри проводять більшу частину дня, граючись поруч з лігвом. Самці їм не дають піклування батьків.